# Приз имени Маргарет Уэйд
Приз имени Маргарет Уэйд (англ. Wade Trophy) — это ежегодная баскетбольная награда, которая вручается лучшему игроку первого дивизиона американского студенческого чемпионата NCAA по баскетболу среди женщин. Награда названа в честь выдающегося баскетбольного тренера Маргарет Уэйд, которая трижды приводила команду государственного университета Дельта к победе в национальном чемпионате. Приз был учреждён и впервые вручён Кэрол Блажейовски из университета штата Нью-Джерси в Монтклэре в сезоне 1977/78 годов и стал первой индивидуальной наградой в женском студенческом баскетболе. Спонсором этого трофея является группа компаний State Farm Insurance.
Победителя в этой номинации выбирает специальная комиссия, составленная из представителей студенческих команд и средств массовой информации. Список кандидатов формируют по результатам голосования членов ассоциации женских баскетбольных тренеров — Women's Basketball Coaches Association (WBCA), которые выбирают символическую сборную лучших игроков сезона. При выборе победителя учитываются индивидуальные статистические показатели игрока и общий уровень игрового мастерства, вклад в успехи команды, лидерство и другие личные качества.
Лишь пять игроков, Нэнси Либерман, Сеймон Огастус, Майя Мур, Бриттни Грайнер и Брианна Стюарт, получали этот приз несколько раз, но только Мур выигрывала его три раза. Чаще других победителями данной номинации становились игроки Коннектикутского университета (9 раз). Действующим обладателем этого приза является Сабрина Ионеску из Орегонского университета.

## Легенда
| *               | Избраны в Зал славы баскетбола |
| Игрок (X)       | Количество титулов игрока      |
| Университет (X) | Количество титулов команды     |

## Обладатели приза
| Сезон   | Игрок               | Фото | Университет                                 | Позиция             | Год обучения | Примечания |
| ------- | ------------------- | ---- | ------------------------------------------- | ------------------- | ------------ | ---------- |
| 1977/78 | Кэрол Блажейовски*  |      | Университет штата Нью-Джерси в Монтклэре    | Форвард             | Четвёртый    |            |
| 1978/79 | Нэнси Либерман*     |      | Университет Старого Доминиона               | Защитник            | Третий       |            |
| 1979/80 | Нэнси Либерман* (2) |      | Университет Старого Доминиона (2)           | Защитник            | Четвёртый    |            |
| 1980/81 | Линетт Вудард*      |      | Канзасский университет                      | Защитник            | Четвёртый    |            |
| 1981/82 | Пэм Келли           |      | Луизианский технологический университет     | Центровая           | Четвёртый    |            |
| 1982/83 | Латоня Поллард      |      | Университет штата Калифорния в Лонг-Бич     | Защитник            | Четвёртый    |            |
| 1983/84 | Дженис Лоуренс      |      | Луизианский технологический университет (2) | Форвард             | Четвёртый    |            |
| 1984/85 | Шерил Миллер*       |      | Университет Южной Калифорнии                | Форвард             | Третий       |            |
| 1985/86 | Кэми Этридж         |      | Техасский университет в Остине              | Защитник            | Четвёртый    |            |
| 1986/87 | Шелли Пеннифазер    |      | Университет Вилланова                       | Форвард             | Четвёртый    |            |
| 1987/88 | Тереза Уизерспун*   |      | Луизианский технологический университет (3) | Защитник            | Четвёртый    |            |
| 1988/89 | Кларисса Дэвис      |      | Техасский университет в Остине (2)          | Форвард             | Четвёртый    |            |
| 1989/90 | Дженнифер Эйзи      |      | Стэнфордский университет                    | Защитник            | Четвёртый    |            |
| 1990/91 | Дэдра Чарльз        |      | Университет Теннесси                        | Форвард / Центровая | Четвёртый    |            |
| 1991/92 | Сьюзан Робинсон     |      | Университет штата Пенсильвания              | Форвард             | Четвёртый    |            |
| 1992/93 | Карен Дженнингс     |      | Университет Небраски в Линкольне            | Форвард             | Четвёртый    |            |
| 1993/94 | Кэрол Энн Шадлик    |      | Миннесотский университет                    | Форвард / Центровая | Четвёртый    |            |
| 1994/95 | Ребекка Лобо*       |      | Коннектикутский университет                 | Центровая           | Четвёртый    |            |
| 1995/96 | Дженнифер Риззотти  |      | Коннектикутский университет (2)             | Защитник            | Четвёртый    |            |
| 1996/97 | Делиша Милтон       |      | Флоридский университет                      | Форвард             | Четвёртый    |            |
| 1997/98 | Тиша Пенишейру      |      | Университет Старого Доминиона (3)           | Защитник            | Четвёртый    |            |
| 1998/99 | Стефани Уайт        |      | Университет Пердью                          | Защитник / Форвард  | Четвёртый    |            |
| 1999/00 | Эдвина Браун        |      | Техасский университет в Остине (3)          | Защитник / Форвард  | Четвёртый    |            |
| 2000/01 | Джеки Стайлз        |      | Университет штата Миссури                   | Защитник            | Четвёртый    |            |
| 2001/02 | Сью Бёрд            |      | Коннектикутский университет (3)             | Защитник            | Четвёртый    | [ 1 ]      |
| 2002/03 | Дайана Таурази      |      | Коннектикутский университет (4)             | Защитник            | Третий       | [ 2 ]      |
| 2003/04 | Алана Бирд          |      | Университет Дьюка                           | Защитник / Форвард  | Четвёртый    | [ 3 ]      |
| 2004/05 | Сеймон Огастус      |      | Университет штата Луизиана                  | Защитник / Форвард  | Третий       | [ 4 ]      |
| 2005/06 | Сеймон Огастус (2)  |      | Университет штата Луизиана (2)              | Защитник / Форвард  | Четвёртый    | [ 5 ]      |
| 2006/07 | Кэндис Паркер       |      | Университет Теннесси (2)                    | Форвард / Центровая | Третий       | [ 6 ]      |
| 2007/08 | Кэндис Уиггинс      |      | Стэнфордский университет (2)                | Защитник            | Четвёртый    | [ 7 ]      |
| 2008/09 | Майя Мур            |      | Коннектикутский университет (5)             | Форвард             | Второй       | [ 8 ]      |
| 2009/10 | Майя Мур (2)        |      | Коннектикутский университет (6)             | Форвард             | Третий       | [ 9 ]      |
| 2010/11 | Майя Мур (3)        |      | Коннектикутский университет (7)             | Форвард             | Четвёртый    | [ 10 ]     |
| 2011/12 | Бриттни Грайнер     |      | Университет Бэйлора                         | Центровая           | Третий       | [ 11 ]     |
| 2012/13 | Бриттни Грайнер (2) |      | Университет Бэйлора (2)                     | Центровая           | Четвёртый    | [ 12 ]     |
| 2013/14 | Одисси Симс         |      | Университет Бэйлора (3)                     | Защитник            | Четвёртый    | [ 13 ]     |
| 2014/15 | Брианна Стюарт      |      | Коннектикутский университет (8)             | Форвард / Центровая | Третий       | [ 14 ]     |
| 2015/16 | Брианна Стюарт (2)  |      | Коннектикутский университет (9)             | Форвард / Центровая | Четвёртый    | [ 15 ]     |
| 2016/17 | Келси Плам          |      | Вашингтонский университет                   | Защитник            | Четвёртый    | [ 16 ]     |
| 2017/18 | Эйжа Уилсон         |      | Университет Южной Каролины                  | Форвард             | Четвёртый    | [ 17 ]     |
| 2018/19 | Сабрина Ионеску     |      | Орегонский университет                      | Защитник            | Третий       | [ 18 ]     |
| 2019/20 | Сабрина Ионеску (2) |      | Орегонский университет (2)                  | Защитник            | Четвёртый    | [ 19 ]     |
| 2020/21 | Налисса Смит        |      | Университет Бэйлора (4)                     | Форвард             | Третий       | [ 20 ]     |
| 2021/22 | Алия Бостон         |      | Университет Южной Каролины (2)              | Форвард             | Третий       | [ 21 ]     |
| 2022/23 | Кейтлин Кларк       |      | Айовский университет                        | Защитник            | Третий       | [ 22 ]     |
| 2023/24 | Кейтлин Кларк (2)   |      | Айовский университет (2)                    | Защитник            | Четвёртый    | [ 23 ]     |
| 2024/25 | Пейдж Бекерс        |      | Коннектикутский университет (10)            | Защитник            | Четвёртый    | [ 24 ]     |